# Abietinaria gracilis
Abietinaria gracilis is een hydroïdpoliep uit de familie Sertulariidae. De poliep komt uit het geslacht Abietinaria. Abietinaria gracilis werd in 1904 voor het eerst wetenschappelijk beschreven door Nutting. 